# Trem DC
Trem Desportivo Clube – brazylijski klub piłkarski z siedzibą w mieście Macapá, stolicy stanu Amapá.

## Osiągnięcia
- Mistrz stanu Amapá (Campeonato Amapaense): 1952, 1984
- Torneio de Integração da Amazônia: 1985, 1986, 1987, 1988, 1989, 1990

## Historia
Trem Desportivo Clube założony został 1 stycznia 1947. Założycielami klubu byli między innymi Bellarmino Paraense de Barros, Benedito Malcher, bracia Osmar i Arthur Marinho, oraz Walter i José Banhos.
W 1993 roku Trem pierwszy raz wystąpił w Copa do Brasil, gdzie już w pierwszej rundzie wyeliminowany został przez klub Remo (w pierwszym meczu na stadionie Zerão w Macapá Remo wygrał 5:0, a w rewanżu w Belém 2:0).
W roku 1999 z powodu problemów finansowych klub zamknął sekcję piłkarską. Kilka lat później, gdy kryzys minął, sekcja piłkarska została reaktywowana.